# Корал
Вижте пояснителната страница за други значения на Корал.
Коралът (Hericium) е род ядливи гъби от семейство Hericiaceae. Видовете от този род са бели и месести и растат върху мъртва или умираща дървесина; плодовите тела приличат на маса от крехки бодилчета висулки, които са окачени или от разклонена опорна рамка, или от здрава, неразклонена възглавница от тъкан. Тази отличителна структура е принесла на вида Hericium разнообразие от общи имена – например маймунска глава, лъвска грива и меча глава. Таксономически този род преди е бил поставен в реда Aphyllophorales, но последните молекулярни изследвания го поставят в Russulales. Hericium означава таралеж на латински.

## Видове
- Hericium abietis
- Hericium alpestre
- Hericium americanum (Bear's-head tooth)
- Hericium bharengense[2]
- Hericium botryoides
- Hericium caput-medusae
- Hericium cirrhatum (Spine-face)
- Hericium clathroides
- Hericium coralloides (Comb tooth; coral spine fungus)
- Hericium echinus
- Hericium erinaceus (Bearded tooth, Tree hedgehog, Monkeyhead)
- Hericium grande
- Hericium hystrix
- Hericium rajchenbergii – Argentina[3]
- Hericium ramosum
- Hericium unguiculatum
- Hericium yumthangense[4]

## Галерия
Представители на род корали:
- Hericium coralloides
- Hericium cirrhatum
- Hericium alpestre
- ''Hericium erinaceus